# Дворец спорта (Рига)
Дворе́ц спо́рта (латыш. Sporta pils) — бывшее комплексное здание в Риге для проведения спортивных состязаний и зрелищных мероприятий. Использовался главным образом как арена с искусственным льдом, на которой, в частности, тренировалась и выступала известная хоккейная команда «Динамо» (Рига), а с 1992 года — и сборная Латвии.

## История
Дворец спорта был сооружён на месте старинных военных конюшен, где ранее планировалось возвести кинотеатр. Постройка здания была приурочена к 100-летию со дня рождения В. И. Ленина. Открытие состоялось 15 апреля 1970 года, однако спешка при строительстве привела к технологическим нарушениям, на преодоление которых ушло около года.
Во Дворце спорта проводились соревнования по хоккею, фигурному катанию, баскетболу, волейболу, спортивной гимнастике, дзюдо, тяжёлой атлетике и другим видам спорта, а также различные культурные мероприятия — например, заключительные концерты конкурса песни «Микрофон». На арене Дворца выступали Алла Пугачёва, Валерий Леонтьев и другие звёзды советской и зарубежной эстрады.
В 1992 году рижский Дворец спорта получил статус национальной спортивной базы. Для управления этим объектом было создано акционерное общество, которое в течение многих лет возглавлял Хелмут Балдерис. Вплоть до 2006 года Дворец спорта оставался важнейшим центром латвийского хоккея: здесь проходили и международные встречи, и большая часть матчей национального чемпионата.
К чемпионату мира по хоккею 2006 года в Риге был построен новый комплекс «Арена Рига», в который были перенесены основные спортивные и зрелищные мероприятия. В 2007 году собственники старого Дворца спорта объявили, что здание будет снесено, а на его месте появится современный жилой и коммерческий комплекс (объём предполагаемых инвестиций должен был составить около 100 миллионов евро). Здание Дворца спорта было закрыто 16 мая 2007 года и снесено в конце 2008 года.
Однако начавшийся экономический кризис не дал осуществиться планам по реконструкции квартала. По состоянию на декабрь 2020 года, строительные работы на месте бывшего Дворца спорта не ведутся.

## Технические данные
Ледовая арена имела 4500 зрительских мест, однако в исключительных случаях, с учётом приставных и «стоячих» мест, могла вместить до 5500 зрителей, как это было, например, на встрече хоккейных сборных Белоруссии и Латвии в отборочном турнире к Олимпийским играм в Турине.
Кроме того, в составе комплекса были спортивный и тренажёрный залы (36×18 и 18×12 м), 2 сауны, медицинские и массажные кабинеты и др. Ледовая арена была оснащена передвижным полом, специальной акустической системой, электронным табло. В фойе 2-го этажа работал ресторан и буфеты. Во время международных соревнований оборудовался пункт международной телефонной связи.
Снаружи здание Дворца спорта было облицовано алюминиевыми плитами, интерьер отделан светлой керамикой и акмиграном. Архитекторы — Ольгертс Крауклис, Бирута Бурчика, Ария Ишханова, Лилиана Краукле и Майя Скалберга.